# Gościeradów
Gościeradów è un comune rurale polacco del distretto di Kraśnik, nel voivodato di Lublino.
Ricopre una superficie di 158,56 km² e nel 2004 contava 7 411 abitanti.